# Musique électronique chrétienne
Pour les articles homonymes, voir CDM.
La musique électronique chrétienne, également connue sous le nom de CEDM, EDM chrétienne, dance chrétienne ou CDM, est un genre de musique électronique et chrétienne. Ses styles musicaux sont proches de ceux de l'EDM non chrétienne ; cependant, l'absence de consommation de drogues et l'accent mis sur des paroles positives (souvent axées sur des principes chrétiens) distinguent la culture CEDM de ses homologues non religieux. EDM.com a écrit que « la culture [CEDM] peut sembler très accueillante ». De nombreux concerts et événements ont été organisés dans des églises chrétiennes, en plus des lieux traditionnels tels que Lumination, Creation Festival et LifeLight Music Festival. La CEDM est également incorporée dans certains services,,.

## Figures populaires

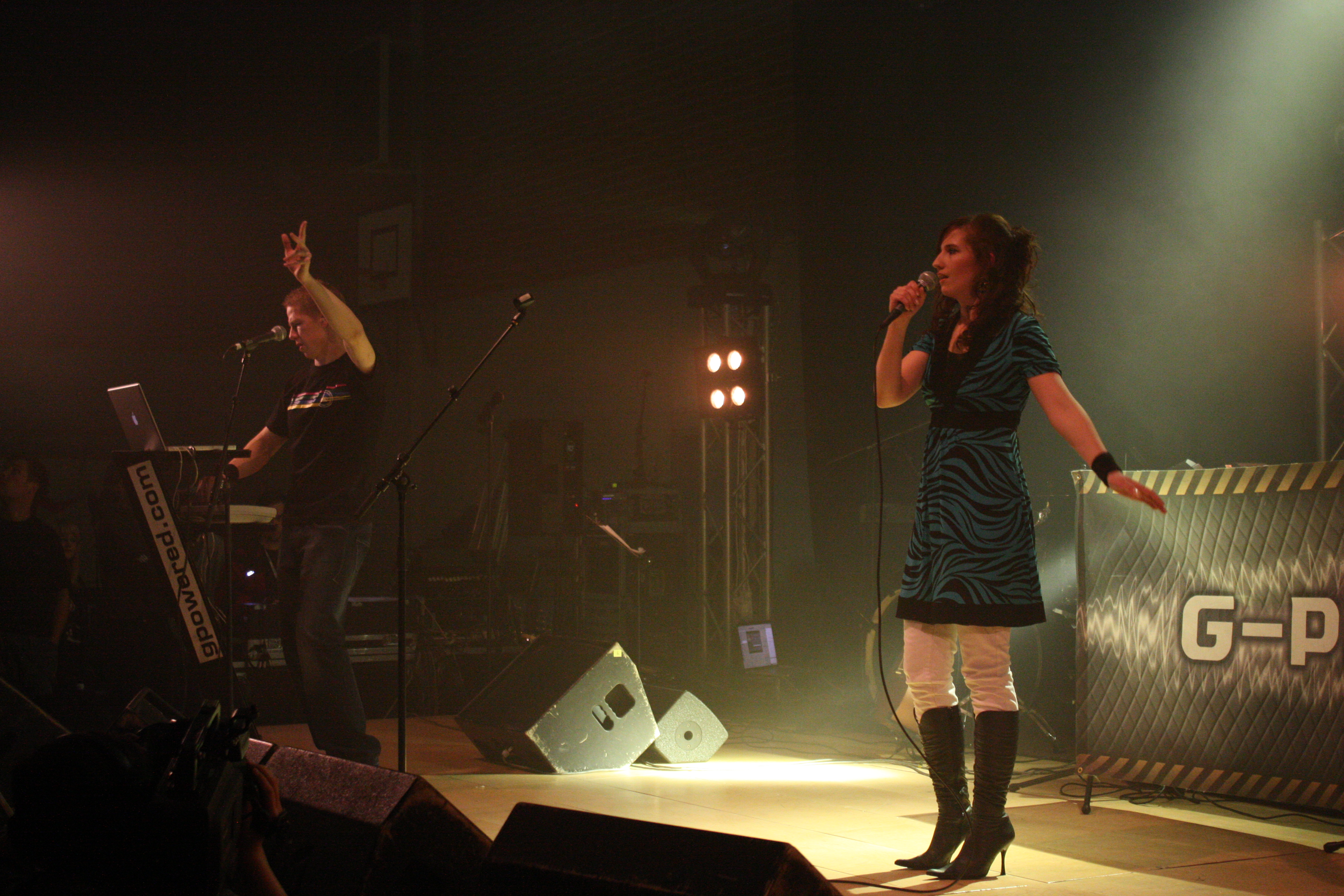
G-Powered, groupe CEDM, en concert en 2010.

À la fin des années 2000 et au début des années 2010, plusieurs artistes électroniques chrétiens ont pris de l'importance dans la musique chrétienne et la musique populaire en général, notamment G-Powered, Owl City, Kye Kye et David Pataconi,. D 'autres artistes majeurs du genre sont Capital Kings, LZ7, Capital Kings, LZ7, DJ Flubbel, Gawvi, Hillsong Young and Free, Andy Hunter, LE37, NONAH, Ocean Avenue, Oiwolf, Matthew Parker, Bryson Price, Re5a, Red Letter Hymnal, Reyer, Tony Foxx et Transform DJs.
La CEDM comprend également d'autres sous-genres de l'EDM, tels que le dubstep, la techno, la deep house et la trance. Il existe également une perception de mélange des genres entre la CEDM et la musique chrétienne contemporaine,,. Un nombre important d'artistes de ce genre ont tendance à ne pas se référer uniquement à la musique chrétienne en raison du croisement avec d'autres genres,. Il existe également une perception de mélange de genres entre la CEDM et la musique chrétienne contemporaine, comme les musiciens de hip-hop chrétien Andy Mineo, Lecrae et Kanye West,,.

## Accueil
En septembre 2014, Hallels.com réalise une interview avec l'artiste CEDM Matthew Parker, et affirme que certains membres de la communauté chrétienne considèrent la musique de danse comme une « musique du diable », ce à quoi Parker répond : « je ne crois pas que les rythmes, les mélodies, les accords ou les harmonies soient intrinsèquement mauvais et appartiennent au diable. Franchement, je pense que c'est stupide. » Zurich Lewis, du Biola University Chimes, a écrit un article destiné aux chrétiens pour distinguer les éléments nocifs de la culture EDM (comme l'usage de drogues) du style musical du genre lui-même.
En 2014, Matt Shea de Noisey écrit un billet de blog humoristique, disant « Non, le Seigneur a parlé, et il l'a fait à travers des womps... Alléluia ! »

## Radio
Généralement diffusée sur des radios chrétiennes, telles que Effect Radio Network, il existe également une grande station de radio FM, Victory 91.5 FM à Atlanta, et une multitude de petites stations de radio Internet qui diffusent spécifiquement de l'EDM, telles que Radio U Fusion : EDM,, NRT Radio Remix, God's DJs, URLive, et GLOW. NRT Radio et David Thulin se sont associés pour créer une émission de radio CEDM, The Reconstruction, qui cherche à promouvoir l'EDM chrétienne.